# Moushira Khattab
Moushira Mahmoud Khattab,  est une femme politique et diplomate égyptienne, née en 1944. Elle est l'ancienne ministre de la Famille et de la population de l'Égypte, ancienne ministre adjointe des Affaires étrangères, ambassadrice d’Égypte en République d'Afrique du Sud, en République tchèque et en Slovaquie. Elle a été également présidente de la Commission de l'ONU sur les Droits de l'Enfant, basé au siège de l'ONU à Genève.

## Biographie
Née le 16 juillet 1944 au Caire, Moushira Khattab est titulaire d'un doctorat sur les droits de l'enfant de l’université du Caire, un M. A. en relations internationales de l'université de Caroline du Nord à Chapel Hill, États-Unis, et un B. A. en sciences politiques de l’université du Caire, au sein de la faculté d'économie et de sciences politiques.
Elle sert dans différentes missions diplomatiques de l'Égypte en Australie, Hongrie, Autriche,  ainsi qu'au siège de l'Organisation des Nations unies (ONU) à New York et  l'ONUDI siégeant à Vienne. Elle devient ensuite ambassadrice,  en particulier en Tchécoslovaquie 1992, puis à la suite de la séparation en deux États, en République tchèque et en Slovaquie, jusqu'en 1994. Elle devient ensuite ambassadrice en Afrique du Sud, premier ambassadeur d’Égypte en Afrique du Sud, pendant la période où Nelson Mandela assume la présidence de ce pays, de 1994 à 1999. Elle  termine sa carrière diplomatique en tant que ministre adjointe des Affaires Étrangères pour les Relations Culturelles Internationales,.
Elle devient ensuite secrétaire générale du Conseil national de la mère et de l'enfant en 1999, et lance une campagne contre les mutilations génitales féminines.  Elle est dite proche de Suzanne Moubarak. De mars 2009 à février 2011, elle devient ministre d'État  égyptienne à la Famille et de la Population.  Elle occupe également le poste de vice-présidente du Bureau international des droits des enfants. Elle représente la région MENA au conseil de Child Helpline International et préside le Comité national et le Comité de direction du Moyen-Orient et Afrique du Nord sur la Violence contre les Enfants. Khattab sert comme vice-présidente, rapporteuse et membre du  Comité des droits de l'enfant de l’ONU dans la période 2002-2010. Elle est également membre de plusieurs associations se consacrant aux droits et à la protection des femmes et des enfants.
À partir de 2011, à la suite de la chute d’Hosni Moubarak, elle quitte le gouvernement et se met en retrait de la vie politique. Elle intervient comme conférencière, notamment sur les droits de la femme, et de l'enfant . En juillet 2016, le Premier ministre de l'Égypte annonce que Moushira Khattab est la candidate égyptienne pour le poste de directeur général de UNESCO lors de l'élection, prévue en 2017. Neuf candidates et candidats sont en compétition sur cette fonction. Outre Moushira Khattab, trois autres personnalités sur les rangs sont issues du monde arabe : la libanaise Vera El Khoury Lacoeuilhe, l’irakien Salah-Al-Hasnawi, et le qatarien Hamad Bin Abdulaziz Al-Kawari. Trois personnalités viennent d’Asie : l’azéri Polad Bülbüloğlu, le vietnamien Pham Sanh-Chau, le chinois Qian Tang. La dernière est originaire du Guatemala : Juan Alfonso-Fuentes-Soria. Enfin, une candidate est également proposée par la France, Audrey Azoulay, ancienne ministre française issue d’une famille d’origine marocaine.  La candidature de Moushira Khattab à la succession d’Irina Bokova bénéficie du soutien de l’Union africaine. L’Egypte et l’Unesco ont une histoire commune, notamment avec le sauvetage des monuments de Nubie et du temple d’Abou Simbel dans les années 1960, et, plus récemment, avec l’attention consacrée par l’Unesco au patrimoine égyptien durant la révolution égyptienne de 2011. Au quatrième tour de scrutin, jeudi 12 octobre, elle bénéficie de 18 suffrages, ex-aequo avec la Française Audrey Azoulay, et derrière le candidat qatari qui fait alors la course en tête avec 22 voix. Dans un scrutin intermédiaire vendredi 13 octobre, la candidature française est préférée à sa candidature pour le dernier tour, et cette candidate Audrey Azoulay l'emporte finalement dans le dernier scrutin, toujours vendredi 13 octobre 2017.

## Distinctions
En 1999, elle reçoit l'ordre de Bonne Espérance par le président de la République d'Afrique du Sud, Nelson Mandela. Cet ordre est le plus élevé qui puisse être octroyé à un ressortissant étranger. Puis en 2007, elle est nommée Commandeur de l' Ordre du Mérite de la République italienneEn 2008, elle reçoit le Prix international de la femme de courage décerné par le Département d'Etat américain. En 2010, elle est faite Chevalier Grand-Croix de la République italienne par le Président de l'Italie.